# Анібаль Годой
Анібаль Годой (ісп. Aníbal Godoy, нар. 10 лютого 1990, Панама) — панамський футболіст, опорний півзахисник клубу «Сан-Хосе Ерсквейкс» та національної збірної Панами.

## Клубна кар'єра
У дорослому футболі дебютував 2007 року виступами за команду «Чепо», вихованцем якої і був, в якій провів шість сезонів, взявши участь у 113 матчах чемпіонату. Крім того 2012 року недовго виступав за аргентинський «Годой-Крус», проте так і не провів жодного матчу в чемпіонаті.
Своєю грою за останню команду привернув увагу представників тренерського штабу угорського «Гонведа», до складу якого приєднався влітку 2013 року. Відіграв за клуб з Будапешта наступні два сезони своєї ігрової кар'єри.
Влітку 2015 року Годой перейшов у американський «Сан-Хосе Ерсквейкс» . 15 серпня в матчі проти «Колорадо Репідз» він дебютував у MLS. 20 серпня в поєдинку проти «Спортінг Канзас-Сіті» Анібаль забив свій перший гол за «Сан-Хосе». Наразі встиг відіграти за команду із Сан-Хосе 22 матчі в національному чемпіонаті.

## Виступи за збірну
У 2007 році в складі молодіжної збірної Панами Годой взяв участь у молодіжному чемпіонаті світу в Канаді.
4 березня 2010 року дебютував в офіційних іграх у складі національної збірної Панами в товариському матчі проти збірної Венесуели. 15 листопада 2014 року в поєдинку проти збірної Сальвадору Анібаль забив свій перший гол за національну збірну.
У складі збірної був учасником Золотого кубка КОНКАКАФ 2011 року у США, Золотого кубка КОНКАКАФ 2013 року у США, де разом з командою здобув «срібло», Золотого кубка КОНКАКАФ 2015 року у США і Канаді, на якому команда здобула бронзові нагороди, та Кубка Америки 2016 року у США.

## Титули і досягнення
- Срібний призер Золотого кубка КОНКАКАФ: 2013
- Бронзовий призер Золотого кубка КОНКАКАФ: 2015